# М
М, м は、キリル文字のひとつ。ギリシャ文字の Μ（ミュー）に由来する文字で、ラテン文字の M に相当する文字であり、大文字は同形であるが、小文字は大文字をそのまま小さくした形である。
対応するグラゴル文字は (mislete、ミスレテ)である。

## 呼称
- ロシア語：エム
- ウクライナ語：エム
- ブルガリア語：ム
- キルギス語：エム

## 音素
原則として /m/ を表す。

## アルファベット上の位置
ロシア語・ベラルーシ語の第 14 字母、ウクライナ語の第 17 字母、ブルガリア語の第 13 字母、マケドニア語の第 16 字母、セルビア語の第 15 字母である。

## Мに関わる諸事項
- メートルは小文字の м で表記する。

## 符号位置
| 大文字 | Unicode | JIS X 0213 | 文字参照        | 小文字 | Unicode | JIS X 0213 | 文字参照        | 備考 |
| ------ | ------- | ---------- | --------------- | ------ | ------- | ---------- | --------------- | ---- |
| М      | U+041C  | 1-7-14     | &#x41C; &#1052; | м      | U+043C  | 1-7-62     | &#x43C; &#1084; |      |